# Глухий ретрофлексний одноударний
Глухий ретрофлексний одноударний — приголосний звук, що існує в деяких мовах. У Міжнародному фонетичному алфавіті записується як ⟨ɽ̊⟩ («r̊» із загнутим праворуч гачком).